# Presa de arco

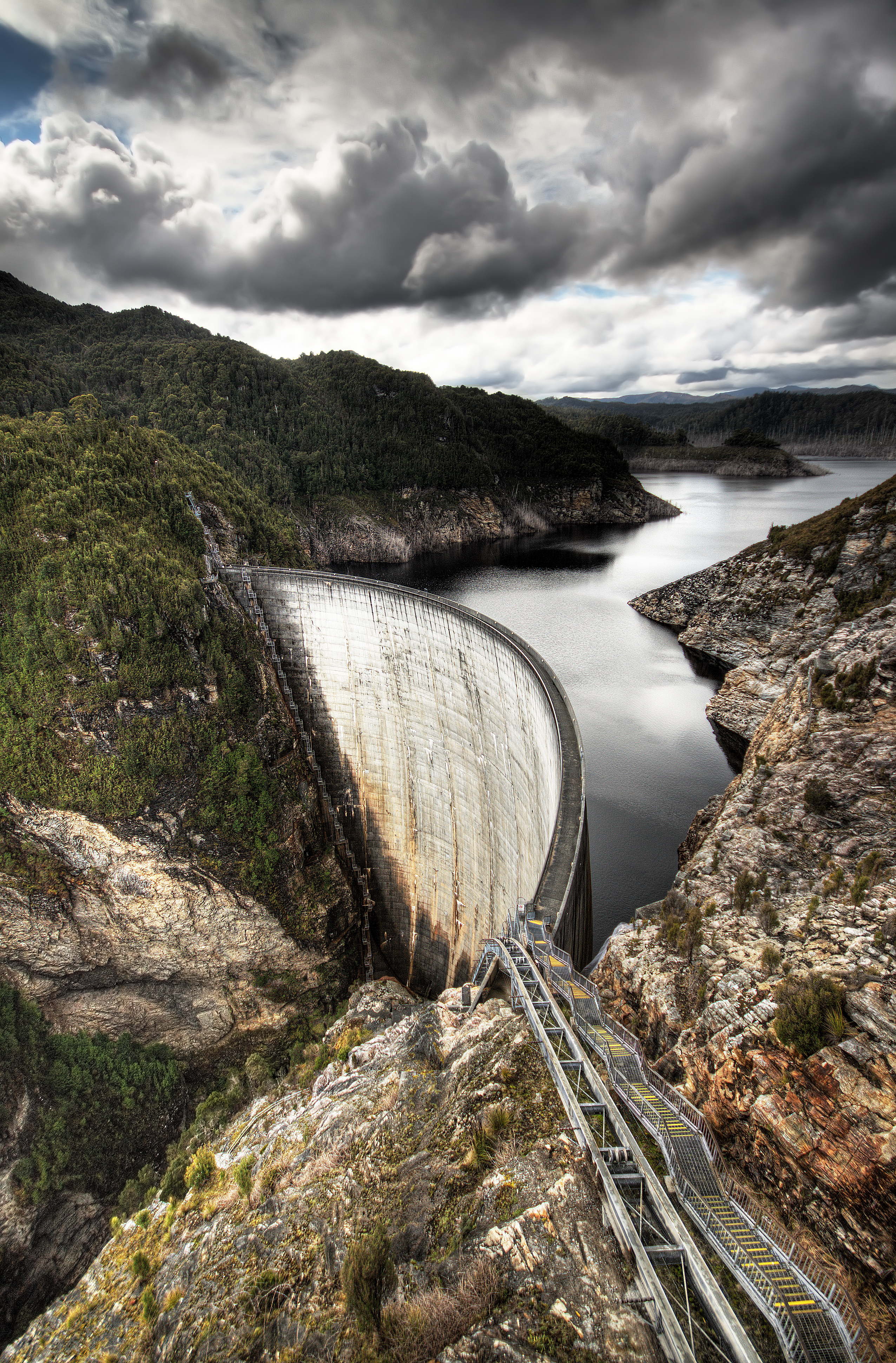
La presa Gordon, en Tasmania, Australia, del tipo presa de arco.

Una presa de arco es un tipo de represa llamada así por su característica forma de arco.
La forma curva de estas presas permite transferir las fuerzas del empuje del agua a cada lado de las paredes donde se asienta, que desempeñan el mismo papel que los muros de carga de un edificio. Este tipo de presa se utiliza en valles estrechos con pendientes muy rígidas.
Dentro de este tipo de presas, existen 3 subtipos:
- Presa de bóveda
- Presa de bóvedas múltiples o contrafuertes
- Presa de arco gravedad

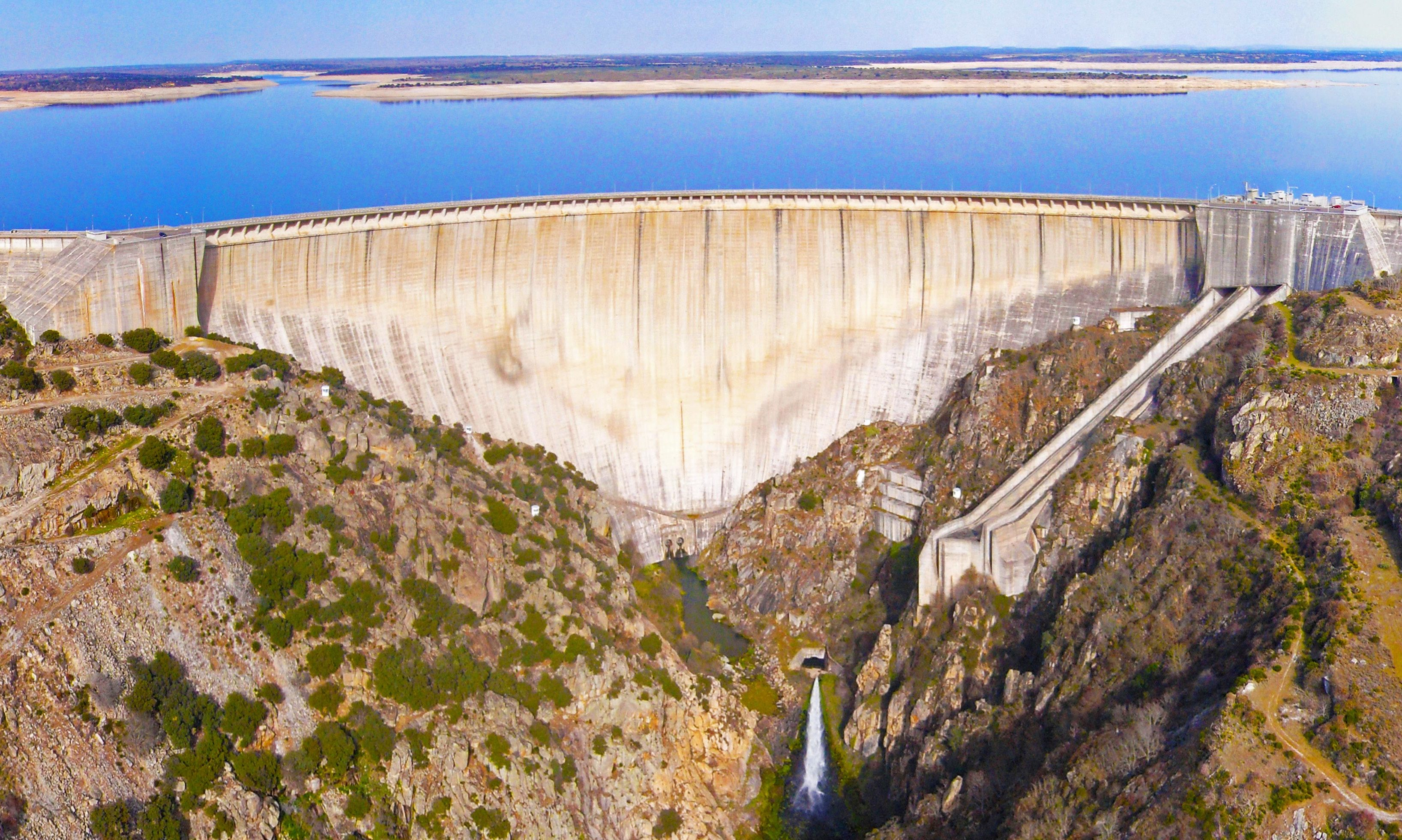
La presa de Almendra, en la comunidad autónoma de Castilla y León, España, de tipo bóveda.
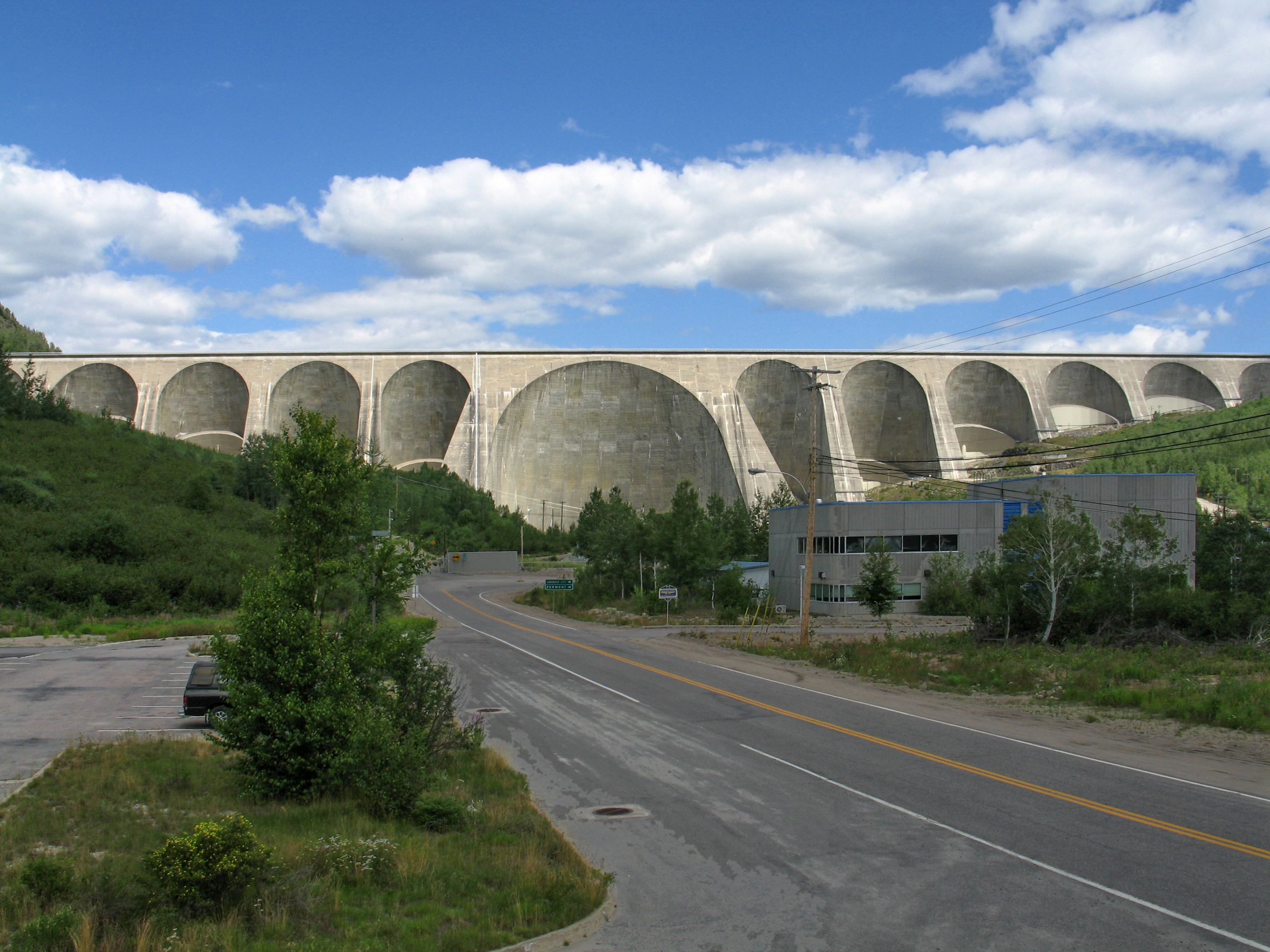
La presa Daniel-Johnson, en Quebec, Canadá, de tipo contrafuertes.
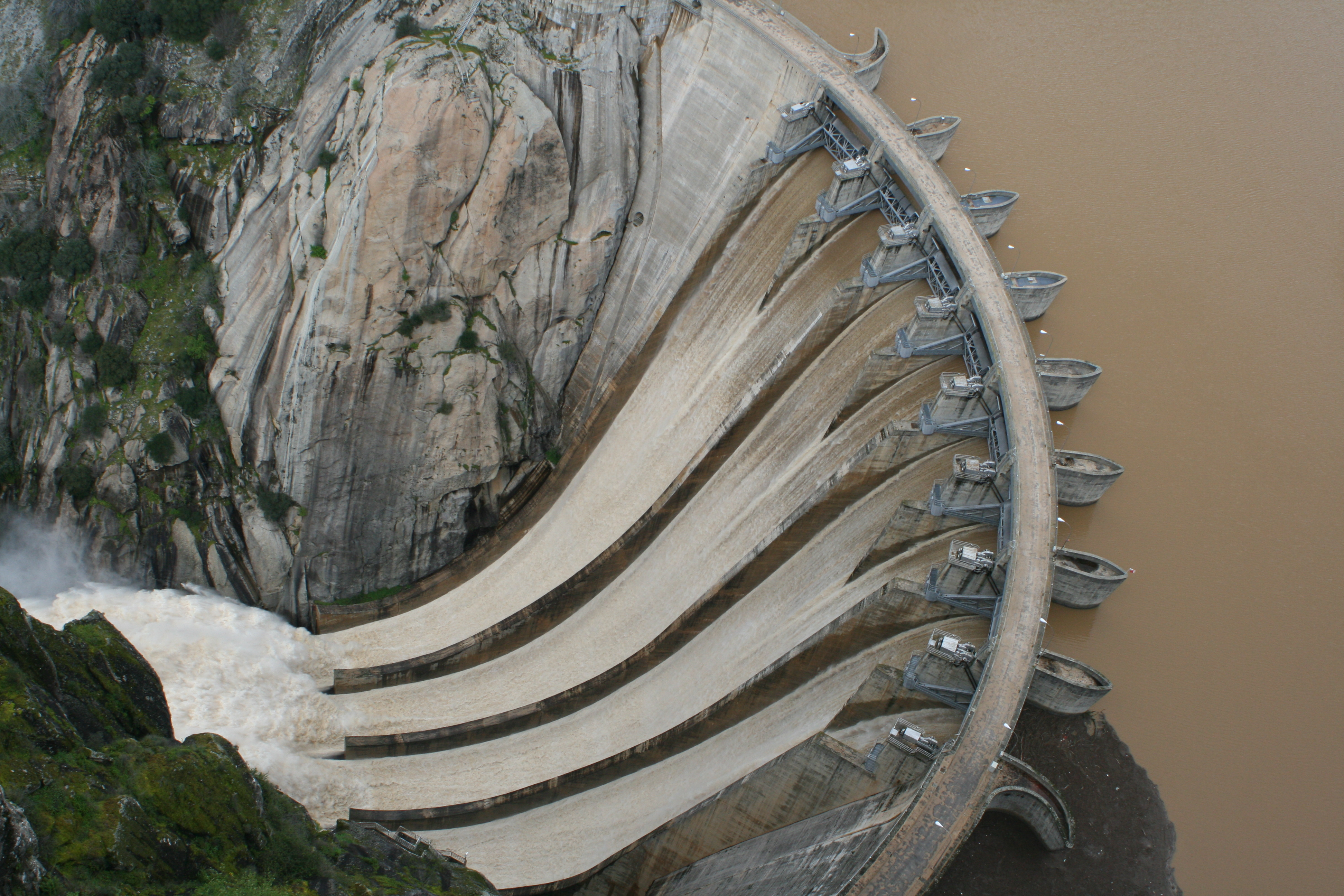
La presa de Aldeadávila, entre España y Portugal, de tipo arco gravedad.